# Pterobryopsis bescherellei
Pterobryopsis bescherellei là một loài rêu trong họ Pterobryaceae. Loài này được (Renauld) M. Fleisch. mô tả khoa học đầu tiên năm 1905.